# القط الشيطاني

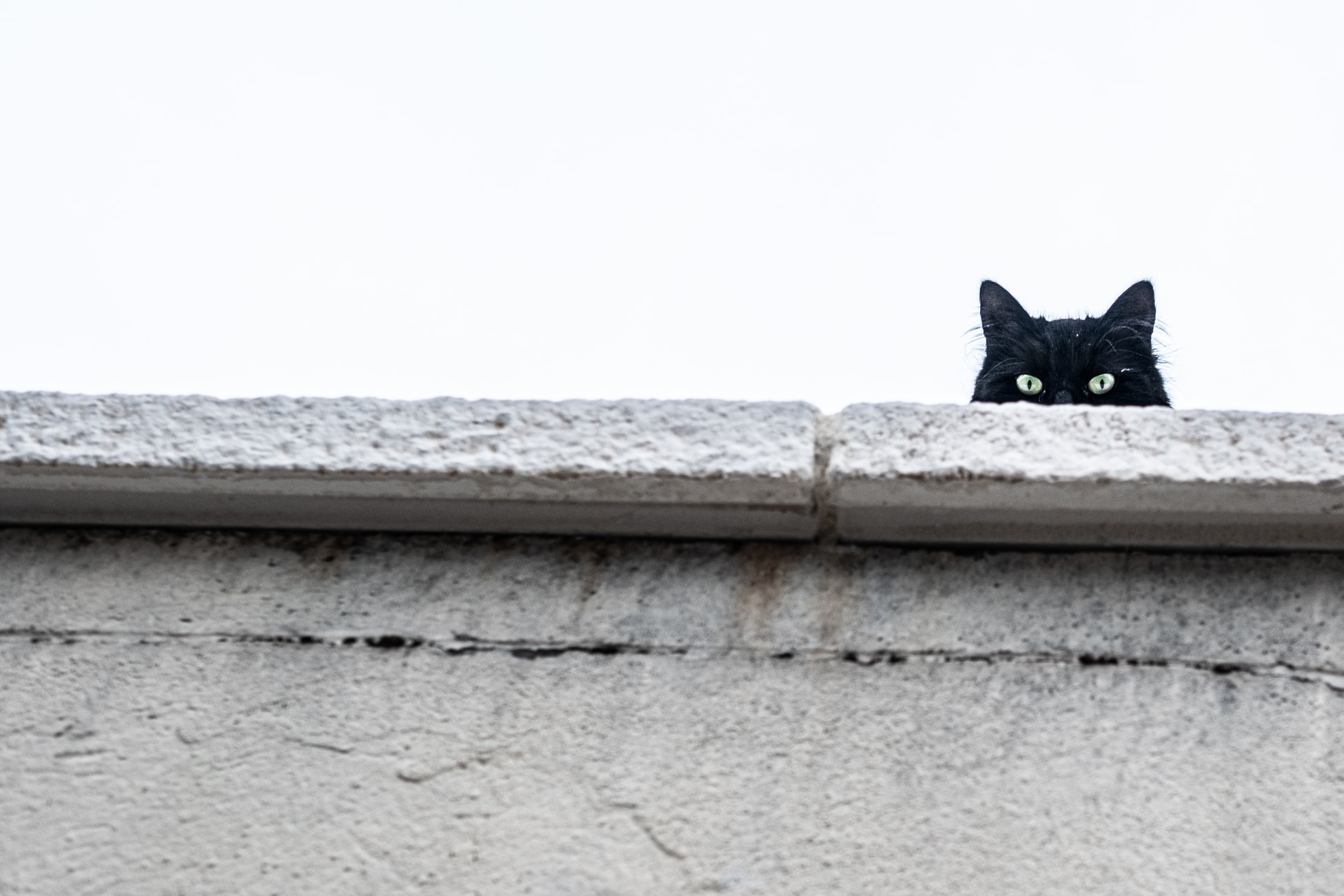
القطة السوداء تطل على الحائط

القط الشيطاني أو القط الشبح (بالإنجليزية:Demon Cat) هو الاسم الذي يطلق على شبح لقط الذي يقال أنه يسكن المباني الحكومية في واشنطن العاصمة في الولايات المتحدة .

## تاريخ
تعود قصة القط الشيطاني إلى القرن التاسع عشر عندما تم إحضار قطط إلى أنفاق قبو مبنى الكابيتول بالولايات المتحدة لقتل الجرذان. تقول الأسطورة أن القط الشيطاني كان بين هذه القطط وبقي في المبنى حتى بعد موته. يقال أن هذا القط يعيش في قبو مبنى الكابيتول، الذي كان في الأصل مخصصًا لدفن الرئيس جورج واشنطن .
وفقًا للأسطورة، يشاهد القط قبل الانتخابات الرئاسية والكوارث في واشنطن العاصمة،  ويقال أنه تم رصده من قبل حراس أمن البيت الأبيض في الليالي التي سبقت اغتيال جون إف كينيدي وأبراهام لينكولن . يوصف القط بأنه أسود بالكامل بحجم متوسط لكنه يكبر إلى حجم النمر عند إزعاجه. ثم ينفجر أو ينقض على المشاهد، ويختفي قبل أن يتمكن من القبض على ضحيته.
في تسعينيات القرن التاسع عشر، قيل أن القط اختفى عندما أطلق بعض حراس الكابيتول هيل نيران أسلحتهم عليه.
كانت آخر مشاهدة للشبح المزعوم خلال الأيام الأخيرة للحرب العالمية الثانية في الأربعينيات.

## التفسير
وفقًا لستيف ليفينجود، المرشد السياحي الرئيسي لجمعية الكابيتول التاريخية الأمريكية، اشتهرت شرطة الكابيتول بتوظيف أقارب وأصدقاء أعضاء الكونغرس الغير مؤهلين للوظيفة، وكثيرًا ما يكون هؤلاء الرجال في حالة سُكر أثناء ساعات العمل. يعتقد ليفينجود أن الأسطورة جاءت بذهول حارس أمن مخمورعندما لعقته إحدى القطط وهو مستلقي فافترض خطأً أنها قطة عملاقة. يذكر ليفنغود أنه عندما ابلغ الحارس رئيسه بالحادثة تم إرسال الحارس إلى المنزل للتعافي، واكتشف الحراس الآخرون أنه يمكنهم الحصول على يوم عطلة إذا رأوا القط الشيطاني.